# Vézins-de-Lévézou
Vézins-de-Lévézou è un comune francese di 669 abitanti situato nel dipartimento dell'Aveyron nella regione dell'Occitania.

## Società

### Evoluzione demografica
Abitanti censiti